# Susan Macdowell Eakins
Susan Hannah Macdowell, da sposata Eakins (Filadelfia, 21 settembre 1851 – Filadelfia, 27 dicembre 1938), è stata una pittrice e fotografa statunitense.
Le sue opere vennero esposte per la prima volta all'accademia di belle arti della Pennsylvania, dove studiava. Lì vinse il premio Mary Smith nel 1879 e il premio Charles Toppan nel 1882. Uno dei suoi insegnanti era l'artista Thomas Eakins, che in seguito divenne suo marito. Ella realizzava ritratti e nature morte. Era nota anche per le sue opere fotografiche. Dopo la morte di suo marito nel 1916, Eakins divenne una pittrice prolifica. Nel corso della sua vita le sue opere vennero esposte a delle mostre di gruppo, e la sua prima mostra personale si tenne solo dopo la sua scomparsa.

## Biografia

### Primi anni

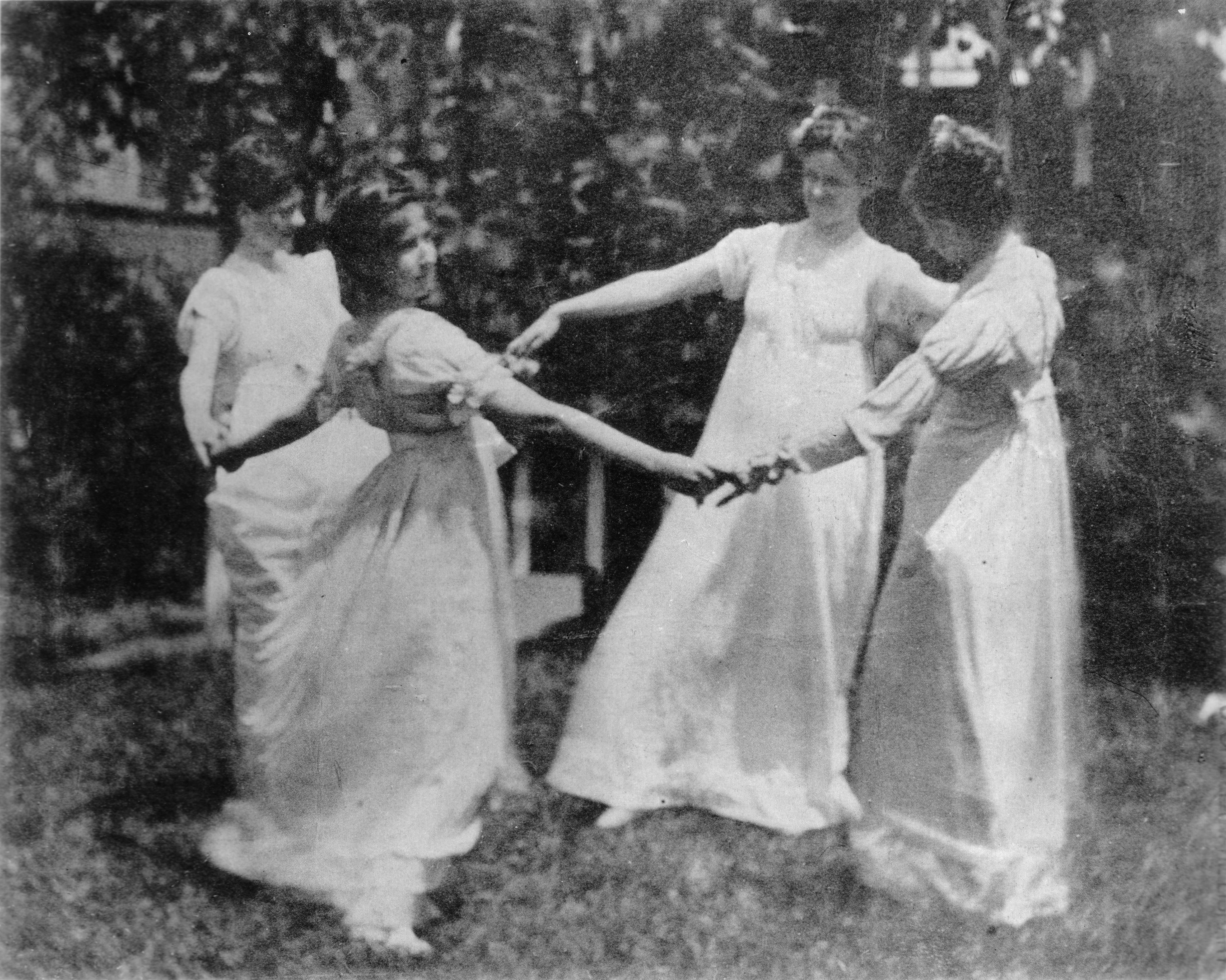
Una fotografia di Thomas Eakins che mostra quattro fanciulle, tra cui forse Susan ed Elizabeth Macdowell, che danzano (1880-1882 circa).

Susan Hannah Macdowell era la quinta degli otto figli di William H. Macdowell, un incisore e fotografo filadelfiano, che era anche un pittore abile. Egli trasmise ai suoi tre figli e alle sue cinque figlie il suo interesse per Thomas Paine e per il pensiero libero. Sia Susan che sua sorella, Elizabeth, mostrarono un interesse precoce per l'arte, che fu favorito dal loro padre. A Susan venne concesso uno studio in soffitta per le sue opere. Oltre ai suoi talenti artistici, era anche una pianista esperta.

### Istruzione
Ella aveva venticinque anni quando incontrò Thomas Eakins alla galleria Hazeltine, dove il suo dipinto La clinica del dottor Gross venne esposto nel 1876 (oltre che all'esposizione centennale di Filadelfia).
Al contrario di molti, Macdowell rimase colpita dal quadro controverso e decise di studiare con Eakins all'accademia di belle arti della Pennsylvania, che frequentò per sei anni. All'epoca l'accademia di belle arti pensilvaniana era considerata la migliore scuola d'arte degli Stati Uniti. Prima di studiare con Eakins ella aveva studiato con Christian Schussele. Studiando con Eakins adottò uno stile simile a quello del suo maestro. Vinse il primo premio Mary Smith nel 1879 con un Ritratto di un gentiluomo e cane.
Anche sua sorella, Elizabeth, studiò all'accademia a partire dal 1876. Delle altre studentesse erano Mary Cassatt, Cecilia Beaux, Emily Sartain, e Alice Barber Stephens. Ricevettero tutte una buona educazione artistica, ma fu loro proibito dipingere dei modelli di nudo maschili. Quando fu una studentessa, divenne la segretaria della classe, e in questo periodo si impegnò per l'inclusione delle donne artiste nei corsi di disegno dal vero con i modelli nudi.

### Matrimonio

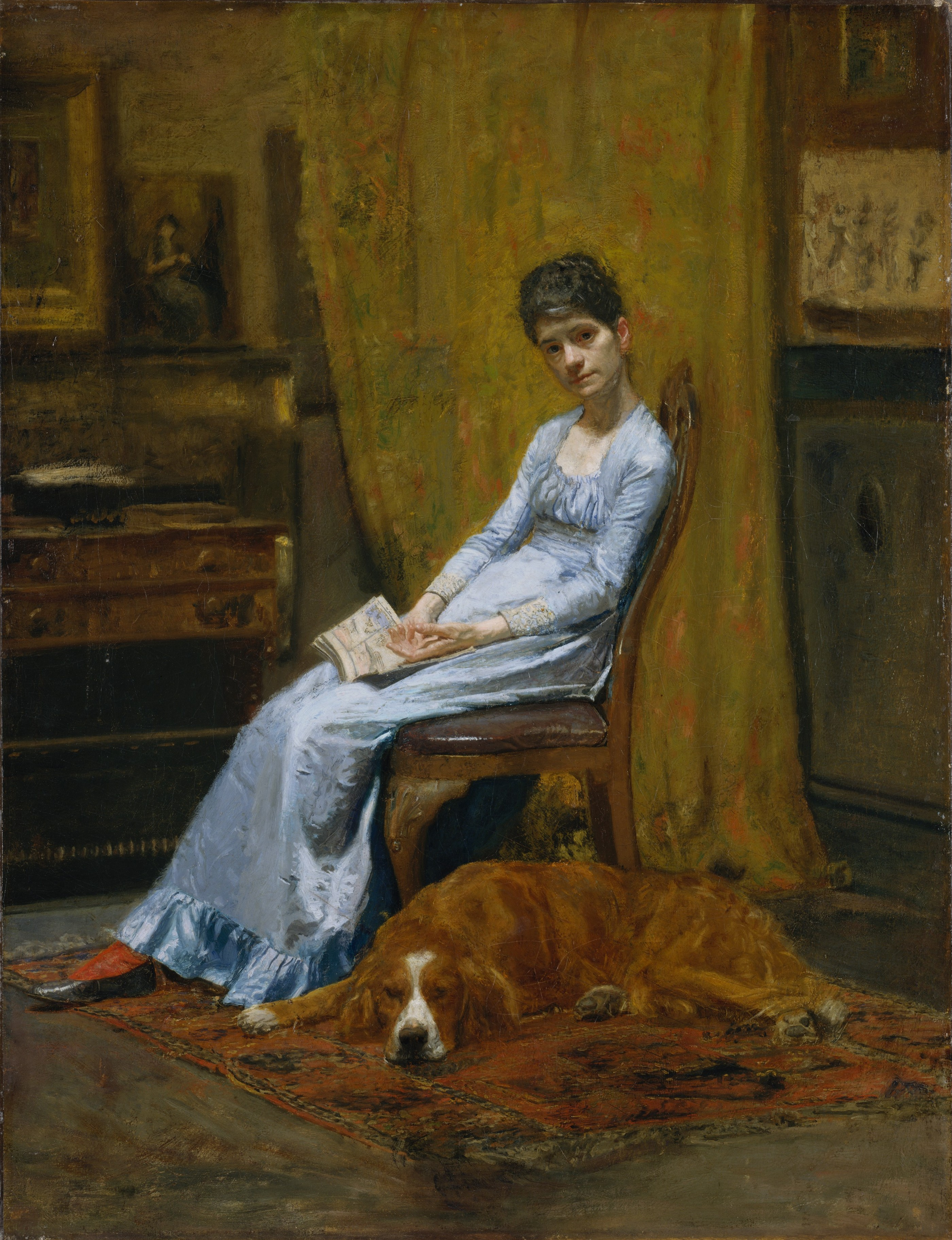
Susan Macdowell Eakins e il suo cane Harry ritratti da Thomas Eakins nel 1884-1889 circa.

Lei e Eakins si sposarono nel 1884. Essendo il direttore dell'accademia pensilvanese, Eakins aveva deciso di utilizzare modelli di sesso sia femminile che maschile per i corsi di disegno dal vero per gli studenti di entrambi i sessi. A causa delle recriminazioni, gli fu chiesto di dimettersi, un anno dopo il suo matrimonio con Susan. Anche se vennero sostenuti da alcuni familiari e amici, fu un evento che cambiò la loro vita e influenzò le relazioni e la passione di Eakins per la vita.
Susan Eakins passò la maggior parte del proprio tempo a sostenere la carriera di suo marito, intrattenendo gli ospiti e gli studenti e sostenendolo nei suoi momenti difficili con l'accademia, anche quando alcuni membri della sua famiglia si schierarono contro Eakins. La coppia non ebbe figli.

### Carriera
Eakins dipinse dei ritratti, molti dei quali erano di alcuni familiari, e delle scene di vita domestica. Tra il 1876 e il 1882, Susan Eakins espose le sue opere all'accademia delle belle arti pensilvana. Quando era sposata, Eakins dipingeva solo sporadicamente. Entrambi avevano degli studi separati nella loro casa. Ella condivideva una passione per la fotografia con suo marito, sia come autori di scatti che come soggetti, e l'adoperarono come strumento per la loro arte. 

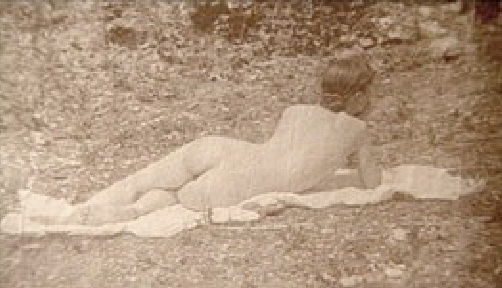
Susan Macdowell Eakins in uno studio fotografico di nudo per il quadro Arcadia di Thomas Eakins (1883).

Susan posò nuda per molte delle fotografie del marito (in alcune il suo volto fu cancellato) e, a sua volta, scattò delle fotografie che ritraevano Thomas. Uno di questi nudi fotografici permette di identificarla con una delle figure del dipinto Arcadia, realizzato dal marito nel 1883. Nel 1898 divenne un membro del salone di fotografia di Filadelfia e cominciò a esporvi le proprie opere, come una delle sue fotografie migliori, il Bambino con una bambola. Nel 1905 espose all'accademia di belle arti pensilvana.
Sui suoi quadri, Thomas Eakins disse che lei era più brava di lui con il colore e che lei era "una pittrice tanto brava come non ne aveva mai viste". Susan Casteras, una storica dell'arte, affermò che il suo Ritratto di una signora, realizzato nel 1880, mostrava il suo "trattamento energico e la costruzione anatomica solida combinata con delle tonalità di solito scure".
Dopo la morte di Thomas Eakins nel 1916, Susan tornò a dipingere, lavorando quasi ogni giorno e aumentando considerevolmente la sua produzione. Le sue tele vennero dipinte in uno stile che divenne più caldo, sciolto e dalle tonalità più luminose. Nel 1936, le sue opere, quelle di suo marito e quelle di sua sorella Elizabeth furono esposte al circolo artistico di Filadelfia.

### Morte
Morì il 27 dicembre del 1938, a Filadelfia, e le sue ceneri vennero mescolate con quelle di suo marito. Le ceneri degli Eakins furono sepolte nel cimitero Woodlands di Filadelfia in una tomba senza lapide nel lotto della sua famiglia. Una targa venne posta nel 1983 da un donatore anonimo.

## Eredità
Solo trentacinque anni dopo la sua morte, nel 1973, si tenne una sua grande mostra all'accademia di belle arti della Pennsylvania. Nel 1976, le sue opere furono incluse nella mostra Nineteenth Century Women Artists al Whitney Museum of American Art.
Tra il settembre e l'ottobre del 1977, si tenne una mostra delle fotografie e dei dipinti di Susan, di sua sorella Elizabeth e di suo marito Thomas a Roanoke, in Virginia, alla scuola North Cross.

## Galleria d'immagini

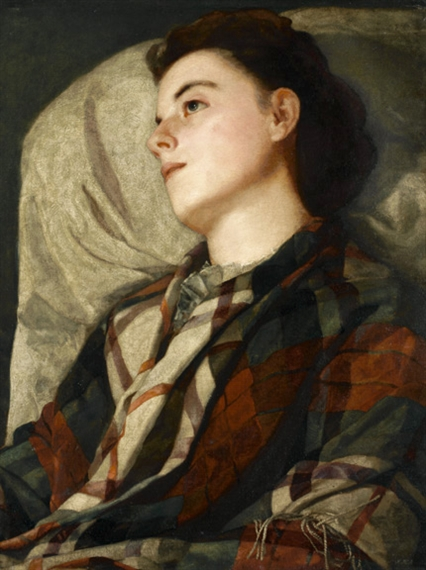
Woman in a Plaid Shawl, 1872
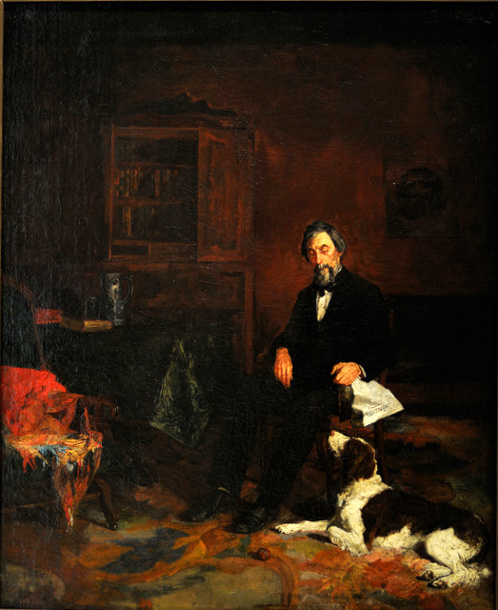
Gentiluomo e cane, 1878
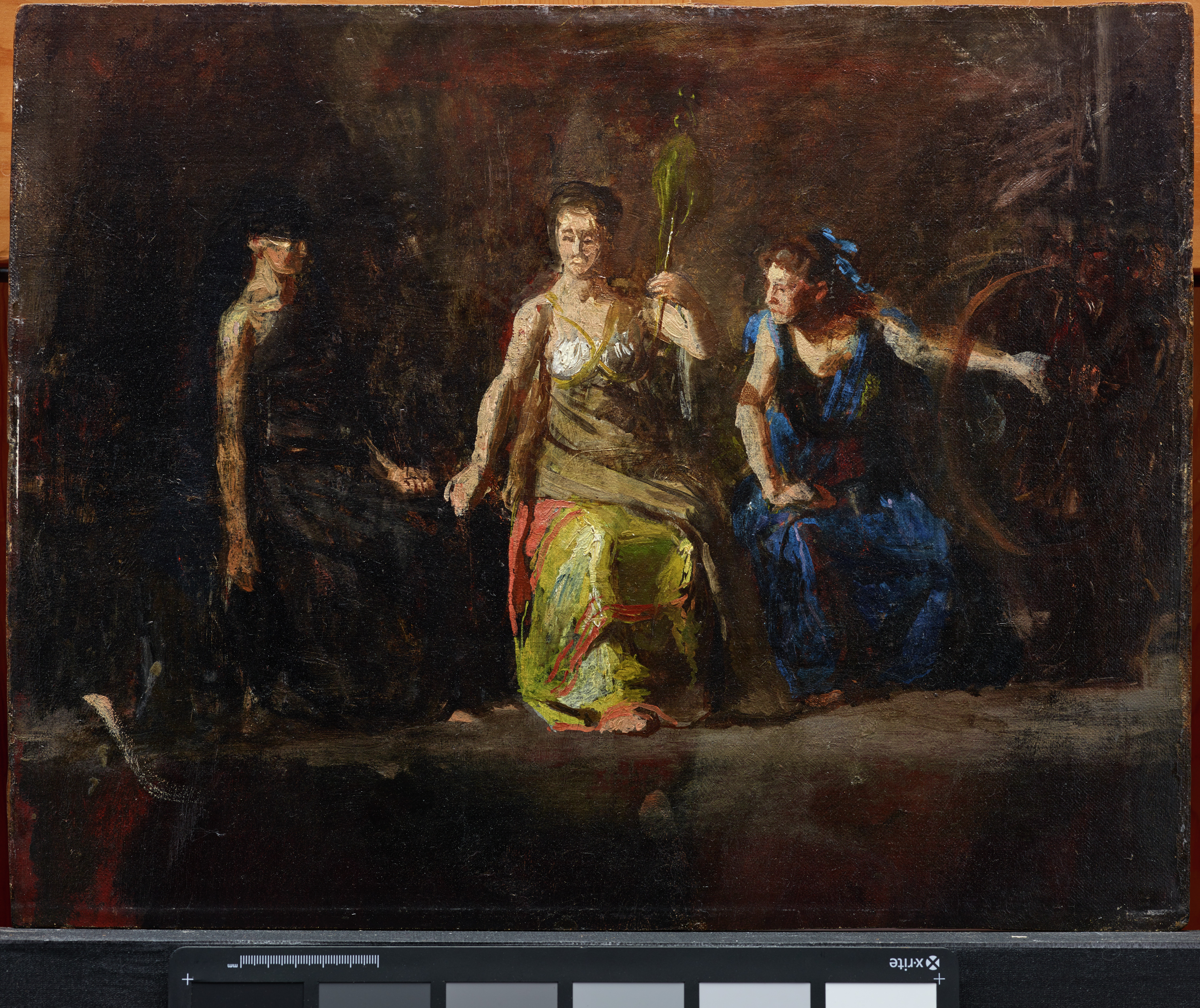
The Three Fates, 1881 circa
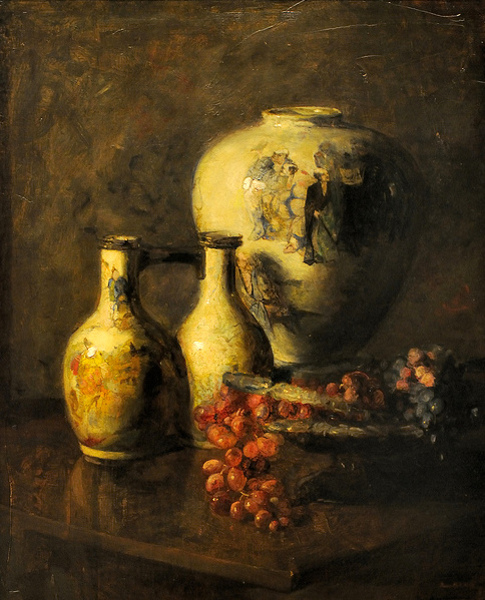
Natura morta, 1924